# Zui quan

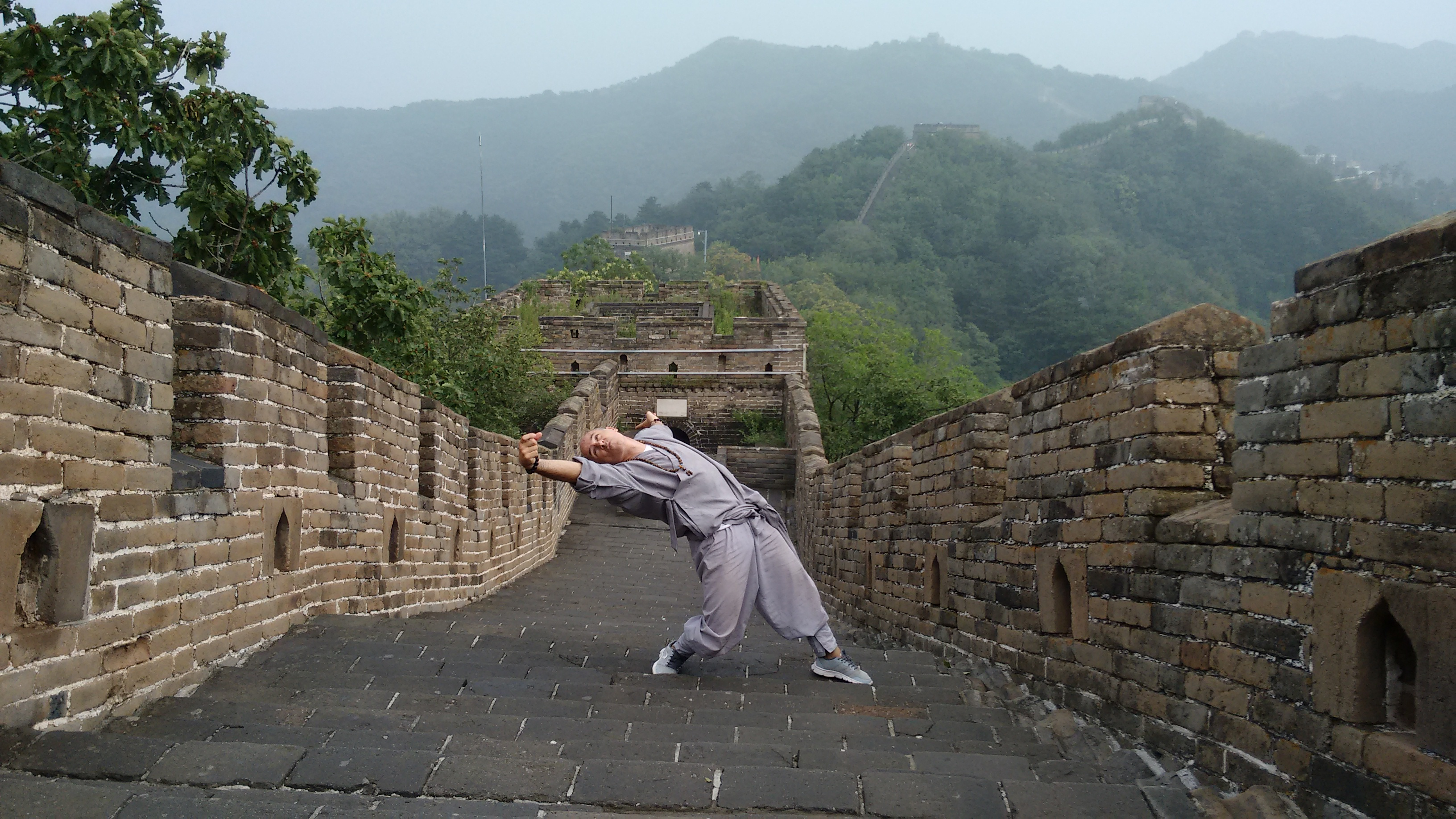
Zui quan på den kinesiska muren

Zui quan (醉拳) är en stridsteknik inom wushu även känd som drunken fist eller drunken boxing och sägs ha sitt ursprung ur myten om de åtta berusade odödliga. Historiskt har stilen dock sitt ursprung från en shaolinmunk vid namn Liu Qizan som utvecklade stilen år 960 under Songdynastin. Det sägs att Liu Qizan avvärjde en attack av 30 shaolinmunkar medan han var berusad. Abboten som såg händelsen lovordade Liu Qizans stil och beslutade att stilen skulle utvecklas i templet. Karaktäristiskt för stilen är att den efterliknar en berusad människas rörelser. Exempel på detta kan ses i vad som verkar vara en obalanserad hållning men som i realiteten är balanserad. Det kan också ses genom att en av grundhållningarna efterliknar att hålla i ett vinglas. Idén om att röra sig som en berusad kan återfinnas inom flera kungfustilar. Stilen har med tiden kommit att bli mindre populär och idag beräknas det finnas endast cirka 1000 utövare i Kina. Stilen ses i regel mer som en artistisk form snarare än en kampsportsgren. Vapen som används inom Zui quan är framför allt stav och svärd.

## Zui quan i populärkultur
Skådespelaren Jackie Chan populariserade Zui quan i filmen Drunken Master från 1978.